# دوري المؤسسات (العراق)
دوري المؤسسات هو الاسم الذي يطلق على بطولات الدوري التي نظمت في العراق قبل عام 1974. في عام 1948، وهو نفس العام الذي تأسس فيه الاتحاد العراقي لكرة القدم، أُنشئت بطولات الدوري في بغداد والبصرة وكركوك، وفي عام 1950 أُنشئت بطولة دوري أخرى في الموصل.
استمرت بطولات الدوري هذه حتى عام 1973، عندما تم إنشاء دوري مؤسسات القطر. في عام 1974، تم استبدال دوري المؤسسات بالدوري العراقي الممتاز وأدخل نظام الأندية من قبل الاتحاد العراقي.

## تاريخ البطولات
الموسم الأول من بطولات الدوري كان موسم 48-1949. في بغداد كان هناك دوري الدرجة الأولى ودوري الدرجة الثانية، بينما في البصرة وكركوك كان هناك درجة واحدة فقط. في موسم 49-1950، أدخلت الدرجة الثانية في كركوك، في حين أدخلت الدرجة الثانية والثالثة في البصرة في السنوات اللاحقة ونمت بطولات بغداد لتشمل أربع درجات.
أشهر بطولة الدوري كانت في بغداد حيث نظمت البطولة بأسلوب الدوري. غيّرت البطولة اسمها وآليتها في موسم 56–1957 حيث انطلقت بطولة كأس الاتحاد العراقي وبشكلٍ جعلها تختلف كليا عن بطولة كأس العراق المعروفة بما لا يمكن أن يجعلها امتدادا حقيقيا لها نظراً لأن بطولة كأس الاتحاد كانت تقام بين فرق الدرجة الأولى حصرا. جرت البطولة بطريقة التسقيط الزوجي، أي خروج الفريق الذي يخسر مباراتين متتاليتين مع إعادة المباراة التي تنتهي بالتعادل، واستمرت البطولة بشكلها وأسلوبها المذكور لخمس مواسم.
في عام 1961 اقترح رائد لعبة كرة القدم في العراق ومدرب المنتخب العسكري عادل بشير أن تقام البطولة بطريقة الدوري بدل التسقيط الزوجي كما كانت سابقاً في بطولات كأس الاتحاد العراقي. حيث نظمت البطولة بأسلوب الدوري في موسم 61–1962، واقتصرت المشاركة على ستة فرق من بغداد. استمرت بعد ذلك البطولة بشكلها التنظيمي الجديد لتنظم مرة بأسلوب الدوري لمرحلة واحدة ومرة لمرحلتين. خلال الستينيات، تنافس الفائز والوصيف في دوري المؤسسات على لقب كأس المثابرة في نهاية الموسم.
تواصلت بطولة دوري المؤسسات لفرق وأندية بغداد بعد ذلك (12) موسماً دون توقف. كما أطلق على البطولة تسمية الدوري الممتاز اعتباراً من موسم 65–1966 قبل أن تعود تسمية الدرجة الأولى إلى الظهور من جديد في 71–1972. بعدها قرر اتحاد الكرة أن تشمل البطولة في موسم 73–1974 فرق المؤسسات في كل أنحاء العراق.
بعد ذلك الموسم قرر الاتحاد إدخال نظام الأندية واستبدال دوري المؤسسات بدوري أندية القطر الذي يستمر حتى اليوم تحت اسم الدوري العراقي الممتاز.

## قائمة أبطال الدوري

### العراق (دوري القطر)
| ت. | الموسم  | البطل        |
| -- | ------- | ------------ |
| 1  | 1973–74 | القوة الجوية |

### بغداد
| ت. | الموسم  | البطل                   |
| -- | ------- | ----------------------- |
| 1  | 1948–49 | الكلية العسكرية الملكية |
| 2  | 1949–50 | الحرس الملكي            |
| 3  | 1950–51 | الحرس الملكي            |
| 4  | 1951–52 | الحرس الملكي            |
| 5  | 1952–53 | الحرس الملكي            |
| 6  | 1953–54 | الحرس الملكي            |
| 7  | 1954–55 | الحرس الملكي            |
| 8  | 1955–56 | الحرس الملكي            |
| 9  | 1956–57 | مصلحة نقل الركاب        |
| 10 | 1957–58 | القوة الجوية الملكية    |
| 11 | 1958–59 | أمانة العاصمة           |
| 12 | 1959–60 | الآثوري                 |
| 13 | 1960–61 | مصلحة نقل الركاب        |

| ت. | الموسم  | البطل            |
| -- | ------- | ---------------- |
| 14 | 1961–62 | القوة الجوية     |
| 15 | 1962–63 | منتخب الشرطة     |
| 16 | 1963–64 | القوة الجوية     |
| 17 | 1964–65 | مصلحة نقل الركاب |
| 18 | 1965–66 | الفرقة الثالثة   |
| 19 | 1966–67 | الغى             |
| 20 | 1967–68 | آليات الشرطة     |
| 21 | 1968–69 | آليات الشرطة     |
| 22 | 1969–70 | آليات الشرطة     |
| 23 | 1970–71 | مصلحة نقل الركاب |
| 24 | 1971–72 | آليات الشرطة     |
| 25 | 1972–73 | القوة الجوية     |

### البصرة
الميناء استطاع أن يحصد 15 لقبا من دوري مؤسسات البصرة.
| ت.      | الموسم  | البطل                      |                            |
| ------- | ------- | -------------------------- | -------------------------- |
| 1       | 1948–49 | الميناء                    |                            |
| 2       | 1949–50 | شركة نفط البصرة            |                            |
| 3       | 1950–51 | شركة نفط البصرة            |                            |
| 1951–61 | 1951–61 | المعلومات غير متوفرة       |                            |
| 14      | 1961–62 | الميناء أو شركة نفط البصرة | الميناء أو شركة نفط البصرة |
| 15      | 1962–63 | الميناء                    |                            |
| 1963–73 | 1963–73 | المعلومات غير متوفرة       |                            |

### كركوك
| ت.      | الموسم  | البطل                |
| ------- | ------- | -------------------- |
| 1       | 1948–49 | الذهب الأسود         |
| 2       | 1949–50 | الذهب الأسود         |
| 1950–73 | 1950–73 | المعلومات غير متوفرة |

### الموصل
| ت.      | الموسم  | البطل                |
| ------- | ------- | -------------------- |
| 1950–73 | 1950–73 | المعلومات غير متوفرة |

## الفرق الأكثر تتويجاً في بغداد
| # | النادي                  | الفوز | سنوات الفوز                                                   |
| - | ----------------------- | ----- | ------------------------------------------------------------- |
| 1 | الحرس الملكي            | 7     | 1949–50، 1950–51، 1951–52، 1952–53، 1953–54، 1954–55، 1955–56 |
| 2 | القوة الجوية            | 5     | 1957–58، 1961–62، 1963–64، 1972–73، 1973–74                   |
| 3 | مصلحة نقل الركاب        | 4     | 1956–57، 1960–61، 1964–65، 1970–71                            |
| 3 | آليات الشرطة            | 4     | 1967–68، 1968–69، 1969–70، 1971–72                            |
| 5 | الكلية العسكرية الملكية | 1     | 1948–49                                                       |
| 5 | أمانة العاصمة           | 1     | 1958–59                                                       |
| 5 | الأثوري                 | 1     | 1959–60                                                       |
| 5 | منتخب الشرطة            | 1     | 1962–63                                                       |
| 5 | الفرقة الثالثة          | 1     | 1965–66                                                       |

## المدربين الفائزين في بغداد
| الموسم  | الجنسية | المدرب الفائز       | الفريق                  |
| ------- | ------- | ------------------- | ----------------------- |
| 1948–49 | العراق  | حامد قادر السامرائي | الكلية العسكرية الملكية |
| 1949–50 | العراق  | ناظم الطبقجلي       | الحرس الملكي            |
| 1950–51 | العراق  | ناظم الطبقجلي       | الحرس الملكي            |
| 1951–52 | العراق  | ناظم الطبقجلي       | الحرس الملكي            |
| 1952–53 | العراق  | ناظم الطبقجلي       | الحرس الملكي            |
| 1953–54 | العراق  | أحمد عبد الرزاق     | الحرس الملكي            |
| 1954–55 | فلسطين  | دنس نصراوي          | الحرس الملكي            |
| 1955–56 | فلسطين  | دنس نصراوي          | الحرس الملكي            |
| 1956–57 | العراق  | إسماعيل محمد        | مصلحة نقل الركاب        |
| 1957–58 | العراق  | عزيز جاسم الحجية    | القوة الجوية الملكية    |
| 1958–59 | العراق  | ناصر يوسف           | أمانة العاصمة           |
| 1959–60 | العراق  | عمو بابا            | الآثوري                 |
| 1960–61 | العراق  | سلمان جاسم          | مصلحة نقل الركاب        |
| 1961–62 | العراق  | صالح فرج            | القوة الجوية            |
| 1962–63 | العراق  | فهمي القيماقجي      | منتخب الشرطة            |
| 1963–64 | العراق  | شوقي عبود           | القوة الجوية            |
| 1964–65 | العراق  | إسماعيل محمد        | مصلحة نقل الركاب        |
| 1965–66 | العراق  | عبد الإله محمد حسن  | الفرقة الثالثة          |
| 1967–68 | العراق  | محمد نجيب كابان     | آليات الشرطة            |
| 1968–69 | العراق  | محمد نجيب كابان     | آليات الشرطة            |
| 1969–70 | العراق  | محمد نجيب كابان     | آليات الشرطة            |
| 1970–71 | العراق  | محمد ثامر           | مصلحة نقل الركاب        |
| 1971–72 | العراق  | محمد نجيب كابان     | آليات الشرطة            |
| 1972–73 | العراق  | عبد الإله محمد حسن  | القوة الجوية            |
| 1973–74 | العراق  | عبد الإله محمد حسن  | القوة الجوية            |